# Buchkirchen
Buchkirchen  ist eine Marktgemeinde in Oberösterreich im Bezirk Wels-Land im Hausruckviertel mit 4110 Einwohnern (Stand 1. Jänner 2024).

## Geografie
Buchkirchen liegt nördlich der Stadt Wels. Das Land steigt von 320 Meter Seehöhe im Süden nach Norden auf 430 Meter an. Der Ort Buchkirchen liegt auf 346 Meter Höhe. Das größte Gewässer ist der Perwender Bach, der mit seinen Nebenbächen nach Südosten zur Traun fließt. Nur im Westen entwässert der Katzbach zum Innbach. Die Ausdehnung beträgt von Nord nach Süd 8,9 und von West nach Ost 6,2 Kilometer.
Die Gesamtfläche beträgt 32 Quadratkilometer. Davon werden 79 Prozent landwirtschaftlich genutzt, elf Prozent sind bewaldet.

### Gemeindegliederung
Das Gemeindegebiet umfasst folgende 33 Ortschaften (in Klammern Einwohnerzahl Stand 1. Jänner 2024):
- Buchkirchen (738)
- Elend (24)
- Ennsberg (7)
- Epping (115)
- Haberfelden (18)
- Hartberg (59)
- Hochscharten (77)
- Holzwiesen (11)
- Hörling (71)
- Hundsham (239)
- Hupfau (168)
- Kandlberg (21)
- Lachgraben (121)
- Luckermair (16)
- Mistelbach bei Wels (52)
- Niedergrafing (207)
- Niederhocherenz (29)
- Niederlaab (330)
- Obergrafing (85)
- Oberhocherenz (409)
- Oberperwend (418)
- Oberprisching (58)
- Öhnerhäuser (8)
- Ottenham (23)
- Ötzing (32)
- Radlach (82)
- Schickenhäuser (230)
- Schnadt (135)
- Sommerfeld (154)
- Spengenedt (48)
- Unterholz (24)
- Wolfsgrub (19)
- Wörist (82)

Die Gemeinde besteht aus den Katastralgemeinden Buchkirchen, Hundsham, Mistlbach, Oberperwend und Radlach.
Die Gemeinde gehört zum Gerichtsbezirk Wels.

### Nachbargemeinden
|            | Scharten (EF)                               | Alkoven (EF) |
| Krenglbach | Kompassrose, die auf Nachbargemeinden zeigt | Holzhausen   |
|            | Wels                                        | Marchtrenk   |

## Geschichte
Die ersten Hinweise auf eine Besiedlung sind eine Lochaxt aus der Jungsteinzeit, die bei Niedergrafing gefunden wurde. Große Erdformationen bei Hupfau stammen vermutlich aus keltischer Zeit. In der Zeit der römischen Besatzung führte die Straße von Ovilavis (Wels) nach Ioviacum (Aschach) durch das Gemeindegebiet. Ein Fund aus dieser Zeit ist ein „Dupondius Mark Aurel“. Buchkirchen wurde erstmals 1179 als „Puechchirichen“ erwähnt. Der Ortsname wird am häufigsten als „Kirche bei einem Buchenwald“ gedeutet.
Der Ort Mistelbach wird bereits 985 als „Mistilpahc“ genannt. Damals hielt Bischof Pilgrim von Passau hier eine Synode ab. Dabei wurden die kirchlichen und pfarrlichen Verhältnisse geregelt sowie Pfarrgrenzen neu festgelegt. Die erste Erwähnung der der Wasserburg Mistelbach stammt aus dem Jahr 1343, als Jakob Strachner Besitzer war. Bis 1885 war das Schloss im Besitz verschiedener Adeliger, dann kaufte es die Oberösterreichische Volkskreditbank. Sie restaurierte es und brachte darin eine Haushaltungsschule unter. Heute ist das Schloss im Besitz des Landes Oberösterreich, das es als landwirtschaftliche Fachschule für Mädchen führt.
Die Steuergemeinden Buchkirchen, Hundsham, Mistelbach, Oberperwendt und Radlach schlossen sich 1850 zur Gemeinde Buchkirchen zusammen.
In den späten 60er-Jahren erfanden die Buchkirchner Herbert Schuh und Franz Thalhammer die heute in der österreichischen Küche fest etablierte Käsekrainer.

## Kultur und Sehenswürdigkeiten
- Schloss Mistelbach

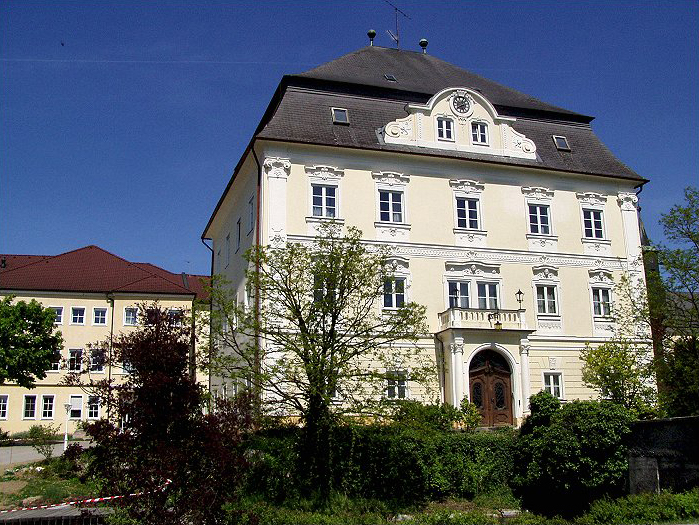
Schloss Mistelbach

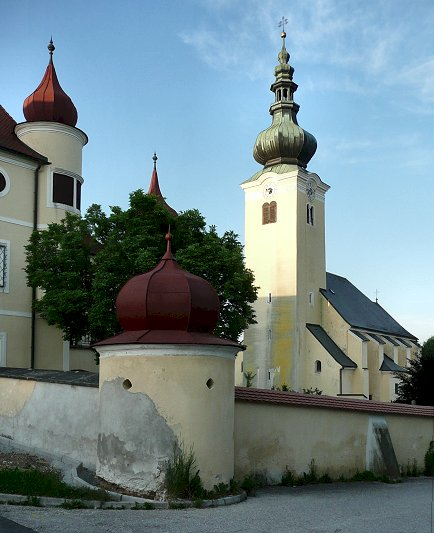
Pfarrkirche Buchkirchen

- Katholische Pfarrkirche Buchkirchen hl. Jakob: Spätgotischer Baukern, 1660 barockisiert. Die beiden Seitenaltarbilder Kreuzigung mit Maria, Johannes und Magdalena und Taufe Jesu wurden 1798 von Martin Johann Schmidt, Kremser Schmidt genannt, gemalt. Die Pfarrkirche Buchkirchen ist dem heiligen Jakobus geweiht.
- Pfarrhof: Der Bau des Pfarrhofes wurde um 1600 begonnen und unter Pfarrer P. Jakob Holz (1639–1671) im frühbarocken Stil vollendet. 2001 konnte die Generalsanierung des Pfarrhofes abgeschlossen werden.
- Katholische Filialkirche Mistelbach hl. Margareta: 1694 erbaut, in der Kirche befinden sich Hochaltarbilder von Martin Johann Schmidt (Kremser Schmidt)
- Das Kirschblütenrennen Wels (Rennrad-Straßenrennen) läuft über den Mistelbacherberg

## Wirtschaft und Infrastruktur
Buchkirchen ist eine Agrargemeinde, die wegen der guten Verkehrsverbindungen einige Betriebe ansiedeln konnte. Durch die Lage im Zentralraum von Oberösterreich entwickelte sie sich zu einer Zuzuggemeinde.

### Wirtschaftssektoren
Von den 93 landwirtschaftlichen Betrieben des Jahres 2010 wurden 50 im Haupterwerb geführt. Diese bewirtschafteten 76 Prozent der Flächen. Im Produktionssektor arbeiteten 395 Erwerbstätige im Bereich Herstellung von Waren und 44 in der Bauwirtschaft. Die wichtigsten Arbeitgeber im Dienstleistungssektor waren die Bereiche Handel (193), freiberufliche Dienstleistungen (145) und soziale und öffentliche Dienste (141 Mitarbeiter).
| Wirtschaftssektor            | Anzahl Betriebe | Anzahl Betriebe | Erwerbstätige | Erwerbstätige |
| Wirtschaftssektor            | 2011            | 2001            | 2011          | 2001          |
| ---------------------------- | --------------- | --------------- | ------------- | ------------- |
| Land- und Forstwirtschaft 1) | 93              | 121             | 125           | 102           |
| Produktion                   | 38              | 23              | 439           | 448           |
| Dienstleistung               | 197             | 105             | 577           | 429           |

1) Betriebe mit Fläche in den Jahren 2010 und 1999

### Arbeitsmarkt, Pendeln
Im Jahr 2011 lebten 2066 Erwerbstätige in Buchkirchen. Davon arbeiteten 442 in der Gemeinde, mehr als drei Viertel pendelten aus. Von den umliegenden Gemeinden kamen 699 Menschen zur Arbeit nach Buchkirchen.

### Bildung
- Die Fachschule ÖKO Wirtschaft & Design befindet sich im Schloss Mistelbach.
- Die Volks- und Hauptschule Buchkirchen befindet sich in der Schulstraße.
- Die Landesmusikschule befindet sich in der Hauptstraße 7.

### Verkehr
- Eisenbahn: Der Bahnhof Wels an der Westbahn ist weniger als zehn Kilometer entfernt.[11]
- Straße: Knapp südlich der Gemeindegrenze verläuft die Welser Autobahn A25.

## Politik
Der Gemeinderat hat 25 Mitglieder.
- Mit den Gemeinderats- und Bürgermeisterwahlen in Oberösterreich 1997 hatte der Gemeinderat folgende Verteilung: 12 SPÖ, 9 ÖVP und 4 FPÖ.
- Mit den Gemeinderats- und Bürgermeisterwahlen in Oberösterreich 2003 hatte der Gemeinderat folgende Verteilung: 13 SPÖ, 9 ÖVP, 2 GRÜNE und 1 FPÖ.
- Mit den Gemeinderats- und Bürgermeisterwahlen in Oberösterreich 2009 hatte der Gemeinderat folgende Verteilung: 10 SPÖ, 10 ÖVP, 3 FPÖ und 2 GRÜNE.
- Mit den Gemeinderats- und Bürgermeisterwahlen in Oberösterreich 2015 hatte der Gemeinderat folgende Verteilung: 10 ÖVP, 8 SPÖ, 6 FPÖ und 1 GRÜNE.
- Mit den Gemeinderats- und Bürgermeisterwahlen in Oberösterreich 2021 hat der Gemeinderat folgende Verteilung: 10 SPÖ, 10 ÖVP, 3 FPÖ und 2 GRÜNE.[12][13]

| Partei | 2021    | 2021    | 2015    | 2015    | 2009  | 2009    | 2003  | 2003    | 1997  | 1997    |
| Partei | Prozent | Mandate | Prozent | Mandate | %     | Mandate | %     | Mandate | %     | Mandate |
| ------ | ------- | ------- | ------- | ------- | ----- | ------- | ----- | ------- | ----- | ------- |
| ÖVP    | 38,87   | 10      | 38,83   | 10      | 38,31 | 10      | 33,91 | 9       | 35,27 | 9       |
| SPÖ    | 39,38   | 10      | 29,23   | 8       | 41,03 | 10      | 48,48 | 13      | 46,22 | 12      |
| FPÖ    | 13,69   | 3       | 21,60   | 6       | 12,23 | 3       | 6,90  | 1       | 18,51 | 4       |
| GRÜNE  | 8,05    | 2       | 6,93    | 1       | 8,43  | 2       | 10,71 | 2       |       |         |
| NEOS   |         |         | 3,41    | 0       |       |         |       |         |       |         |

### Bürgermeister
Bürgermeister seit 1855 waren:
- 1855–1858 Joseph Lettner
- 1858–1861 Johann Meyr
- 1861–1861 Johann Bohn
- 1861–1870 Mathias Hochmeyr
- 1870–1876 Johann Bergmayr
- 1876–1879 Mathias Lehner
- 1879–1882 Mathias Hochmeyr
- 1882–1888 Andreas Traunmüller
- 1888–1894 Johann Freimüller
- 1894–1897 Andreas Traunmüller
- 1897–1903 Johann Benedikt Mair
- 1903–1912 Michael Jellmair
- 1912–1919 Johann Moser
- 1919–1929 Karl Jungmaier
- 1929–1942 Karl Jungmayr
- 1942–1945 Franz Moser
- 1945–1946 Karl Jungmair
- 1946–1964 Rudolf Ender (ÖVP)
- 1964–1973 Willibald Thanhofer (ÖVP)
- 1973–1997 Johann Felbermayr (SPÖ)
- 1997–2003 Bercht Angerhofer (SPÖ)
- 2003–2009 Gerhard Rauscher (SPÖ)
- 2009–2021 Regina Rieder (ÖVP)
- seit 2021 Nikon Baumgartner (SPÖ)[20]

### Wappen
Offizielle Beschreibung des 1978 verliehenen Gemeindewappens: In Blau zwei silberne, aus dem Schildfuß wachsende, auswärts geneigte Buchenblätter, darüber die goldene Krümme eines Bischofsstabes. Die Gemeindefarben sind Blau-Weiß-Blau.
Der Bischofsstab erinnert an die um 985/991 von Bischof Pilgrim zur Neuordnung der kirchlichen Zehentrechte Passaus im ehemaligen Traungau einberufene Synode von Mistelbach. Die beiden Buchenblätter sollen für den Gemeindenamen reden.

## Persönlichkeiten

### Söhne und Töchter der Gemeinde
- Rudolf Zinnhobler (1931–2016), Kirchenhistoriker

### Personen mit Bezug zur Gemeinde
- Ferdinand Fischer (1652–1725), Musiker, 1693–1725 Pfarrer in Buchkirchen, hier verstorben
- Abt Christian Haidinger (* 1944), Pfarrer in Buchkirchen (1995–2005)
- Franz Tumler (1912–1998), Schriftsteller, 1934–1938 Volksschullehrer in Buchkirchen
- Bobbie Singer (* 1981), Teilnehmerin beim Eurovision Song Contest 1999, aufgewachsen in Buchkirchen